# Enéadas
Las seis Enéadas, a veces abreviadas como Las Enéadas o simplemente Enéadas (en griego Ἐννεάδες), es la colección de escritos de Plotino, recopilados y editados por su discípulo Porfirio (c. 270 DC). Plotino fue alumno de  Amonio Saccas y ambos fueron los fundadores del Neoplatonismo. Su trabajo, conocido a través de Agustín de Hipona y otros pensadores cristianos y musulmanes posteriores, ha tenido una gran influencia en el pensamiento occidental y de Oriente Próximo.

## Primera Eneada
Es una cuestión de ética. 
I,1 [53] ¿Qué es vivir? 

I,2 [19] De las virtudes

I,3 [20] Sobre la dialéctica

I,4 [46] Sobre la felicidad

I,5 [36] Si la felicidad aumenta con el tiempo

I,6 [1] Sobre la belleza

I,7 [54] Del bien soberano y de los demás bienes

I,8 [51] ¿Qué son los males y de dónde vienen?

I,9 [16] Sobre el suicidio razonable.

## Segunda eneada
Se trata del mundo sensible y del cosmos:
II,1 [40] Sobre el mundo 

II,2 [14] Sobre el movimiento circular

II,3 [52] Si los astros actúan

II,4 [12] Sobre los dos temas

II,5 [25] Sobre el significado de “potencialmente” y “actualmente”

II,6 [17] De la realidad o de la calidad

II,7 [37] Sobre la mezcla total

II,8 [35] ¿Cómo es que los objetos vistos desde lejos parecen pequeños?

II,9 [33] "Contra aquellos que afirman que el Creador del Kosmos y el Kosmos mismo son malos" conocido como "Contra los gnósticos".

## Tercera eneada
III.1 [3] -  "Sobre el Destino"

III.2 [47] - "Sobre la providencia (1)."

III.3 [48] - "Sobre la providencia (2)."

III.4 [15] - "Sobre nuestro Espíritu Guardián atribuído"

III.5 [50] - "Sobre el Amor"

III.6 [26] - "Sobre la impasividad de lo incorpóreo"

III.7 [45] - "Sobre la Eternidad el Tiempo"

III.8 [30] - "Sobre la natureza, la contemplação y el Uno"

III.9 [13] - "Consideraciones aisladas"

## Cuarta eneada
IV.1 [21] - “Sobre la esencia del alma (2)”

IV.2 [4] - “Sobre la esencia del alma (1)”

IV.3 [27] - “Sobre los problemas del alma (1)”

IV.4 [28] - “Sobre los problemas del alma (2)”

IV.5 [29] - “Sobre los problemas del alma (3)” [o incluso “Sobre la visión”].

IV.6 [41] - "Sobre la percepción sensorial y la memoria"

IV.7 [2] - “Sobre la inmortalidad del alma”

IV.8 [6] - "Sobre el descenso del alma al cuerpo"

IV.9 [8] - "Son todas las almas una sola?"

## Quinta eneada
V.1 [10] - "Sobre las tres hipóstasis primarias"

V.2 [11] - “Sobre el origen y orden de los seres siguientes al primero”

V.3 [49] - “Sobre la hipóstasis conocida y lo que hay más allá”

V.4 [7] - “Como el que viene después del primero, viene del primero y sobre el Uno”.

V.5 [32] – “Que los seres intelectuales no están fuera del Intelecto, y por encima del Bien”

V.6 [24] - “En el hecho de que no se piensa en aquello que está más allá del ser, en lo que es el Pensamiento primario y el Principio del Pensamiento secundario”

V.7 [18] - “Sobre si hay ideas de seres particulares”

V.8 [31] - "Sobre la belleza inteligible"

V.9 [5] - "Sobre el intelecto, las formas y el ser"

## Sexta eneada
V.1 [10] - "Sobre las tres hipóstasis primarias"

V.2 [11] - “Sobre el origen y orden de los seres siguientes al primero”

V.3 [49] - “Sobre la hipóstasis conocida y lo que hay más allá”

V.4 [7] - “Como el que viene después del primero, viene del primero y sobre el Uno”.

V.5 [32] – “Que los seres intelectuales no están fuera del Intelecto, y por encima del Bien”

V.6 [24] - “En el hecho de que no se piensa en aquello que está más allá del ser, en lo que es el Pensamiento primario y el Principio del Pensamiento secundario”

V.7 [18] - “Sobre si hay ideas de seres particulares”

V.8 [31] - "Sobre la belleza inteligible"

V.9 [5] - "Sobre el bien, o el Uno"